# 日本泰来集团
泰来集团 （英: tella，Inc ）是一家总部位于东京新宿区的公司，致力于癌症相关的再生·细胞医疗的科研开发，为医院及医疗机构提供树突状细胞疫苗疗法，细胞医疗，细胞培养加工等技术支持。是日本首家将树突状细胞疫苗技术成功引进私立医院的公司。

## 概要
2004年6月24日，泰来集团作为东京大学医学科学研究所的风险投资公司成立。从事树突状细胞疫苗疗法和再生医学的科研，开发，以及树突状细胞疫苗疗法等技术和专业知识的提供。泰来集团的企业理念是“创造医疗”。
公司名称的是由tera：兆， terra：地球（国际化），tell：传达（最新科研成果）tella意指，“科学研究人体60兆个细胞的企业”，“向世界传达最新科研成果的国际化医疗集团”。
截至2014年，泰来集团已与国立医院，大学医院，私立医院等，分布在日本全国的大约30家医疗机构，签订了技术提供合同。

## 沿革
- 2004年 6月24日-成立。
- 2005年5月-开始提供树突状细胞疫苗疗法的专有技术。
- 2007年8月-与株式会社癌症免疫研究所签署了WT1肽在细胞疗法运用上的独家垄断实施许可合约。
- 2009年3月26日-在东京证券交易所JASDAQ NEO上市。
- 2010
  - - 8月，学校法人慈惠大学 东京慈惠会医科大学附属柏医院 （页面存档备份，存于）。在胃肠道，肝脏内科领域签订了联合研究协议。
  - --10月，大阪证券交易所移动到JASDAQ标准。
- 2011
  - - 1月 庆应义塾大学医学院 （页面存档备份，存于）签署了一项联合研究协议。
  - 2月1日-Biomedica Solution Co.，Ltd.进行了第三方增资，并使其成为合并子公司。
  - - 7月，国立大学法人九州大学共同申请了一项天然杀伤细胞（NK细胞）有关的专利。
  - -7月11日-接受生物免疫有限公司[1]的第三方股份增资。
  - - 9月  与旭化成株式会社开始联合开发用于癌症治疗的细胞处理设备。
  - - 12月 与庆应义塾大学医学院 （页面存档备份，存于）开始了肿瘤浸润淋巴细胞疗法的联合研究。
  - -12月6日-实施了对旭化成株式会社的第三方注资[2]。
- 2013
  - -4月 投资日本视网膜研究所（现为Helios公司）。
  - - 4月与国立九州大学签署了一项联合研究协议，开始了针对癌症治疗的树突状细胞疫苗产品开发。
  - -5月  建立子公司Titan Corporation [3]。
  - - 11月，总部迁至东京都港区赤坂。
- 2014
  - -1月成立了tella Pharma，Inc.[4]。

## 脚注
1. ↑  2011年6月14日　株式会社バイオイミュランスの第三者割当増資引受に関するお知らせPDF
2. ↑  第三者割当による新株式発行に関するお知らせPDF
3. ↑  子会社設立のお知らせPDF
4. ↑  子会社設立に関するお知らせPDF